# Leopoldo Brigido
Leopoldo Brígido, nome completo: Leopoldo Vóssio Brígido dos Santos nasceu em Itapipoca,CE 17/01/1876 faleceu no Rio de Janeiro 24 de agosto de 1947, filho de Raimundo Vóssio Brígido dos Santos e Maria José de Medeiros Brígido. Terminados os preparatórios no Ceará, seguiu para o Rio de Janeiro, onde ingressou na Escola Politécnica, mas não concluiu o curso. Publicou suas primeiras poesias em “República”, no Ceará; colaborou nas revistas “Semana” e “Lanterna”, do Rio de Janeiro, bem como nos jornais “País”, “Tribuna” e “Gazeta de Notícias”. Foi funcionário do Ministério da Fazenda, onde chegou a Subdiretor do Tesouro Nacional. Teatrólogo e poeta é autor da ópera Carmela, com música de Araújo Viana, traduzida para o italiano por Heitor Malaguti. Publicou: O Adeus de Gonzaga (episódio dramático em verso, 1921); Hamlet à Força e O Primo Ministro (dramas); Poemas do Tempo (1947): Deixou inéditos Apontamentos para um Dicionário de Celebridades, de que publicou excertos em “A Lanterna”, sob o pseudônimo de Emílio Letrado. Morreu no Rio de Janeiro, 24 de agosto de 1947. Da sua obra se destaca o soneto Dona Inês de Castro.

Fontes:  Moraes Filho,Mello "Poetas Brasileiros contemporâneos"- Garnier Livreiro editor - Rio de Janeiro 1903; Coutinho,Afrânio/Souza J. Galante, "Enciclopédia de Literatura Brasileira" -SP-Global;Fundação Biblioteca Nacional-Academia Brasileira de Letras-RJ -2001
1001 Cearenses Notáveis-F. Silva Nobre.